# Straight Outta Cashville
Straight Outta Cashville – komercyjny debiut amerykańskiego rapera Young Bucka.

## Tło
Tytuł nawiązuje do albumu pt. Straight Outta Compton, nieistniejącej już grupy hip-hopowej N.W.A. Debiut był promowany singlami „Let Me In”, „Shorty Wanna Ride”, i „Look at Me Now”. Na płycie goszczą raperzy spoza G-Unit, między innymi Lil’ Flip, David Banner, D-Tay, Ludacris, Game, Stat Quo i wielu innych.

## Sprzedaż i certyfikacje
Album zadebiutował na 3. miejscu notowania Billboard 200 ze sprzedażą 261.000 egzemplarzy w pierwszym tygodniu. Został zatwierdzony jako platyna przez RIAA.

## Lista utworów
| Nr | Tytuł                      | Producent(ci)                     | Goście                                            | Czas |
| -- | -------------------------- | --------------------------------- | ------------------------------------------------- | ---- |
| 1  | I'm a Soldier              | Andre Harris, Felony, Vidal Davis | 50 Cent                                           | 3:34 |
| 2  | Do It Like Me              | Chad Beat & Sha Money XL          |                                                   | 3:51 |
| 3  | Let Me In                  | Needlz                            |                                                   | 3:44 |
| 4  | Look at Me Now             | Mr. Porter                        | Mr. Porter                                        | 4:26 |
| 5  | Welcome to the South       | Red Spyda                         | David Banner & Lil’ Flip                          | 3:50 |
| 6  | Prices on My Head          | Crown                             | Lloyd Banks & D-Tay                               | 4:21 |
| 7  | Bonafide Hustler           | Diverse                           | 50 Cent & Tony Yayo                               | 4:16 |
| 8  | Shorty Wanna Ride          | Lil Jon                           |                                                   | 4:21 |
| 9  | Bang Bang                  | Needlz                            |                                                   | 3:34 |
| 10 | Thou Shall                 | Midi Mafia                        |                                                   | 3:15 |
| 11 | Black Gloves               | Doug Wilson                       |                                                   | 3:16 |
| 12 | Stomp                      | DJ Paul & Juicy J                 | The Game & Ludacris                               | 4:44 |
| 13 | Taking Hits                | DJ Paul & Juicy J                 | D-Tay                                             | 3:47 |
| 14 | Walk With Me               | Dre & Vidal                       | Stat Quo                                          | 4:10 |
| 15 | DPG-Unit (Special Edition) | Black Jeruz & Sha Money XL        | 50 Cent, Lloyd Banks, Snoop Dogg, Daz, & Soopafly | 4:06 |